# Kamagurka
Kamagurka est le pseudonyme de Luc Zeebroeck, né le 5 mai 1956 à Nieuport (Flandre-Occidentale), auteur de bande dessinée, peintre, humoriste, dessinateur, illustrateur, dramaturge, scénariste et acteur belge flamand. Extrêmement célèbre en Flandre et aux Pays-Bas,

## Biographie
Luc Zeebroeck naît le 5 mai 1956 à Nieuport, une ville côtière dans la province de Flandre-Occidentale). Zeebroek fait des études artistiques à Bruges et à Gand et publie ses premiers dessins dans De Zeewacht en 1972. L'année suivante, il lance le fanzine Appendiks. En 1974, il publie une Carte blanche de deux pages dans Spirou et collabore à Exit. Dès 1975, il publie dans divers magazines belges, dont Humo, Knack, Kick et Vrede. En 1976, il vient sur le marché français et publie dans Surprise, Hara-Kiri, puis dans Charlie Hebdo et Charlie mensuel. Dans sa langue maternelle, il est présent généralement dans des publications alternatives telles De Haagse Post ; Gummi ; Lava ; Vooruit ; De Vlaamse More ; De Vrije Balloen et Tante Leny Presenteert en 1977, et la même année crée les personnages de Bert Vanderslagmulders et son petit chien pour la série Bert et Bobbie,. Puis il crée avec Herr Seele Cowboy Henk encore dénommé Maurice le cow-boy qui sont publiés notamment dans L'Écho des savanes, Psikopat, Strips et Fluide glacial.
Comme dessinateur de presse, il publie notamment dans The New Yorker, Titanic, l'hebdomadaire belge  Focus Vif et le journal néerlandais NRC Handelsblad.
En 2014, il scénarise Histoire de la Belgique pour Herr Seele dans la collection « Amphigouri » aux éditions Frémok.
Kamagurka participe à différents albums collectifs dont Tante Lény présente ! dans la collection « La Tranche » aux éditions Artefact en 1979, Pepperland 1970 1980 à l'occasion du dixième anniversaire de la librairie de Tania Vandesande en 1980 ainsi qu'à Les Aventures du latex - La bande dessinée européenne s'empare du préservatif, publiée à la Fondation du Présent en novembre 1991, Les Années Charlie 1969-2004 aux éditions Hoëbeke en 2004.
Outre près de trente albums de bandes dessinées, il a publié des livres pour enfants et quatre pièces de théâtre dont 
Mario va ouvrir, on a sonné qui est joué en français.
Il est aussi le réalisateur de plusieurs séries pour la télévision belge flamande.
En peinture, ses œuvres sont exposées au Musée d'Art à la mer, Musée Van Abbe et au Musée d'art moderne à Arnheim.
L'œuvre de Kamagurka est multi récompensée tant en Belgique où il reçoit l'Adhémar de bronze en 1978, — et en reste en 2023 le plus jeune lauréat — qu'à l'étranger où il est récipiendaire des Prix Stripschap (1993) et prix Tâche d'encre (2021) aux Pays-Bas, le prix Sondermann (2009) en Allemagne et le Prix du patrimoine (2014) en France.
En janvier 2025, il est censuré à nouveau sur Facebook, le site des dessinateurs de presse belges presscartoon.com partage la caricature de Kamagurka pour mettre en lumière l'application des politiques de contenu de Meta pour réguler ce qui est publié et entamer une conversation sur les limites de la liberté artistique sur les médias sociaux.

### Vie privée
Kamagurka vit en Belgique, il est le père de la musicienne et illustratrice Sarah Yu Zeebroek (nl) ainsi que du musicien et producteur de musique électronique Bolis Pupul (en).

## Style graphique et narratif
Ses bandes dessinées associent un trait extrêmement simple, paraissant presque bâclé, à des dialogues étranges tirant l'ensemble vers l'absurde, le non-sense, en vue de dénoncer la réalité sordide de la médiocrité humaine.

## Œuvres publiées en français

### Albums
- Le Monde fantastique des Belges, Albin Michel, 1981. Préface de Gébé.
- Traité d'humour con, Magic Strip, 1983.
- Maurice le cowboy (scénario), avec Herr Seele (dessin), Albin Michel, 1986.  (ISBN 2-226-02723-8)
- Ils sont parmi nous[10], Glénat, coll. « Humour BD », 2001  (ISBN 9782723435314).
- Bert et Bobbie, Les Cahiers dessinés, coll. « Beaux Livres-Albums », 2013  (ISBN 9791090875128).
- L'Angoisse de la page blanche, Wombat, coll. « Les Iconoclastes », 2013  (ISBN 9782919186242).

- Histoire de la Belgique[4] avec Herr Seele, Frémok, coll. « Amphigouri », 2014  (ISBN 9782930204765).

### Périodiques
- Carte blanche de deux pages dans Spirou[13] no 1901, 1974.
- Récits courts dans Charlie mensuel[14], 1978-1980.
- Tom Pomplepeur, dans Psikopat[15], 1982.
- Cow boy Jean (scénario), avec Herr Seele (dessin), dans Psikopat[15], 1983-1984.
- Maurice le cowboy (scénario), avec Herr Seele (dessin), dans L'Écho des savanes[16], 1985-1989.
- L'Europe nous regarde, dans (À suivre)[17], 1989.
- Cow boy Jean (scénario), avec Herr Seele (dessin), dans Fluide glacial[18], 2003-2004.

### Collectifs
- Tante Lény présente ! 2[19], Artefact, coll. « La Tranche », 1979
Scénario : collectif - Dessin : collectif dont Kamagurka - Couleurs : noir et blanc
- Pepperland 1970 1980, Pepperland, Bruxelles, 1980
Scénario : collectif - Dessin : collectif dont Kamagurka - Couleurs : noir et blanc,Artbook. BD hommage à librairie Pepperland, titrée en page 1 : 80 chats pour Tania, 10 ans pour Pepperland. Elle présente un historique de la librairie, des photos, des strips et des dessins de chats.
- Les Aventures du latex - La bande dessinée européenne s'empare du préservatif[20], Fondation du Présent, novembre 1991
Scénario : collectif - Dessin : collectif dont Kamagurka - Couleurs : quadrichromie -  (ISBN 2-9700015-0-0).
- Les Années Charlie 1969-2004[21], Hoëbeke, 22 octobre 2004
Scénario : collectif - Dessin : collectif dont Kamagurka - Couleurs : quadrichromie -  (ISBN 2-84230-215-X).

### Catalogues d'exposition
- (nl + fr) Wilfried Martens et Carlos Alleene (ill. Kamagurka), Belgische kartoens [« Cartoons belges »], Knokke-Heist, Matthys, 1981, 214 p., ill. ; 30 cm (OCLC 1119536192)livre publié grâce à la Loterie Nationale Belge à l'initiative de l'ASBL Humorstad Knokke-Heist à l'occasion du 20e Salon Mondial du cartoon en 1981.
- Art et innovation dans la bande dessinée européenne[22], Éditions De Buck, Bruxelles, juin 1987
Scénario : collectif  - Dessin : collectif dont Kamagurka - Couleurs : quadrichromie -  (ISBN 2-87153-004-1),Préface : Jan Hoet. Catalogue de l'exposition éponyme au Musée d'art contemporain de Gand (4 juillet au 6 septembre 1987).

### Expositions
- Herr Seele et Kamagurka[23], Galerie Martel, Paris du 8 mars au 26 avril 2025.

#### Expositions collectives
- Humo-isme[24], Villa Volta, Ostende du 13 juin au 2 novembre 2025.

## Prix et distinctions
- 1978 : 
  -  Adhémar de bronze[25] ;
  -  prix Louis Paul Boon[26] ;
- 1985 :  prix des Gueux[27] ;
- 1993 :  prix Stripschap pour l'ensemble de son œuvre[25] ;
- 2001 :  prix Press Cartoon Belgium[28] ;
- 2009 :  Sondermann_(Cartoon)#Preisträger_2009 (de) Bernd Pfarr Sonderpreis[25] ;
- 2014 :  prix du patrimoine[11] du festival d'Angoulême 2014 avec Herr Seele pour Cowboy Henk ;
- 2021 :  prix Inktspot (tâche d'encre)[25].

#### Études
- Danny De Laet et Yves Varende, Au-delà du septième art : histoire de la bande dessinée belge, Bruxelles, Ministère des affaires étrangères, du commerce extérieur et de la coopération au développement, coll. « Chroniques belges » (no 322), 1979, 302 p., ill. ; 22 cm (OCLC 301693218, lire en ligne).

#### Livres
: document utilisé comme source pour la rédaction de cet article.
- Patrick Gaumer, « Kamagurka », dans Dictionnaire mondial de la BD, Paris, Larousse, 2010, 953 p., ill. ; 27 cm (ISBN 978-2-0358-4331-9 et 2-0358-4331-6, OCLC 920924930, présentation en ligne), p. 474. .
- (nl) Jan Hoet et Dany Vandenbossche, « Kamagurka », dans De wereld van de strips in originelen [« Le Monde de la bande dessinée en originaux »], Bruxelles, Vlaams Parlement, 2013, 68 p., PDF (OCLC 901366732, lire en ligne), p. 33. .

#### Périodiques
- Nicolas Tellop, « Herr Seele et Kamagurka, iconolâtres du rire », Bédéphile, no 3,‎ septembre 2017, p. 140-147 (ISBN 9782882504753).

#### Articles
- Kamagurka (interviewé par Shesivan alias Patrick Vertongen), « Entretien avec Kamagurka : La logique de l'absurde », Génération BD,‎ 18 mai 2013 (lire en ligne, consulté le 3 juin 2023).
- Kamagurka et Herr Seele (interviewés par Didier Pasamonik), « Interviews : Kamagurka et Herr Seele, les créateurs déjantés du Cow Boy Henk [Vidéo] », ActuaBD,‎ 9 avril 2025 (lire en ligne, consulté le 2 mai 2025).